# Sompol Kukasemkij
Sompol Kukasemkij (Thai: สมพล คูเกษมกิจ; * 24. Januar 1963) ist ein ehemaliger thailändischer Badmintonspieler. Er war einer der bedeutendsten Akteure der späten 1980er und früher 1990er Jahre in dieser Sportart in Thailand.

## Sportliche Karriere
1992 startete Sompol Kukasemkij bei Olympia im Herreneinzel. Dort gewann er sein Erstrundenmatch gegen Anders Nielsen, verlor aber in der zweiten Runde gegen Alan Budikusuma. 1990 hatte er in seiner Heimat bereits die Thailand Open gewonnen. 1985 war er bei der Weltmeisterschaft im Achtelfinale gegen Prakash Padukone ausgeschieden. Zwei Jahre zuvor stand er als Sieger ganz oben auf dem Treppchen bei den Swiss Open.
National siegte er erstmals bei den thailändischen Meisterschaften 1984 im Herreneinzel. Acht weitere Titel folgten bis 1993.